# 14234 Davidhoover
14234 Davidhoover eller 1999 XZ182 är en asteroid i huvudbältet som upptäcktes den 12 december 1999 av LINEAR i Socorro County, New Mexico. Den är uppkallad efter David L. Hoover.
Asteroiden har en diameter på ungefär 3 kilometer.